# Cratilopus subcarinatus
Cratilopus subcarinatus är en insektsart som beskrevs av Sjostedt 1930. Cratilopus subcarinatus ingår i släktet Cratilopus och familjen gräshoppor. Inga underarter finns listade i Catalogue of Life.